# Mekla (distrito)
Mekla é um distrito da província de Tizi Ouzou, no norte da Argélia. Em 2008, sua população era de 45 818 habitantes.

## Pessoas notáveis
- Samir Abbar – futebolista
- Essaïd Belkalem – futebolista profissional